# ایستگاه متروی تورنهام گرین
ایستگاه متروی تورنهام گرین (انگلیسی: Turnham Green tube station) یکی از ایستگاه‌های خط پیکدیلی و خط ناحیه متروی لندن است.
این ایستگاه که در ناحیه چیزویک قرار دارد در سال ۱۸۶۹ میلادی تأسیس شده است.